# Белогорск — Приветное (автодорога)
Автодорога Белогорск — Приветное (35Н-116, С-0-10340, ранее Ускутское шоссе) — автомобильная дорога регионального значения на юго-востоке Крыма протяжённостью 34,3 км. Соединяет шоссе 35К-003 Симферополь — Феодосия и 35К-005 Алушта — Судак — Феодосия.

## Описание

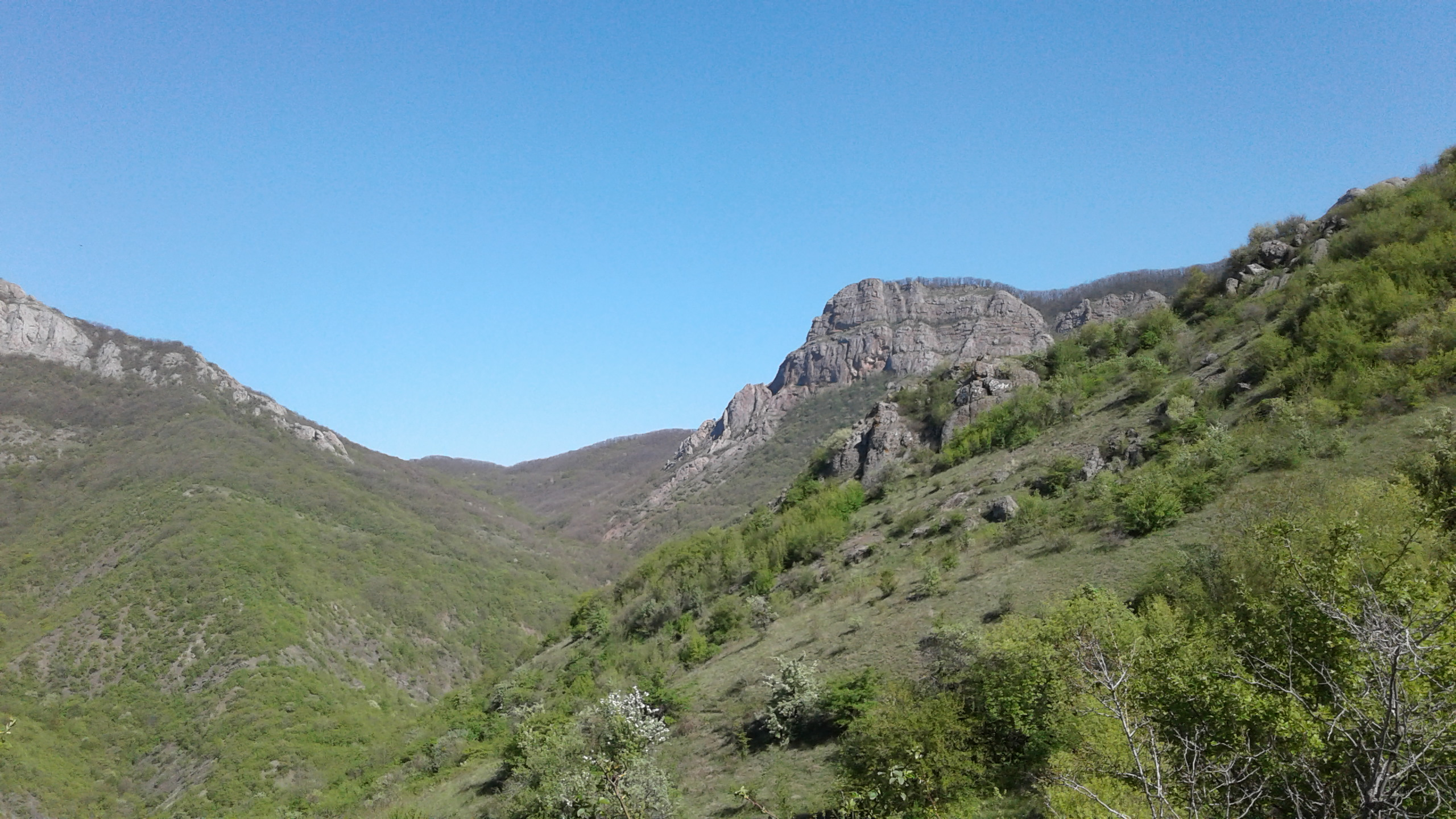
Перевал Кок-Асан-Богаз (Аликот), ущелье реки Ускут

Начинается на окраине Белогорска и следует через несколько горных сёл по долине реки Танасу практически до верховьев, где сворачивает на восток, серпантином поднимаясь на перевал Кок-Асан-Богаз (или Аликот-Богаз) высотой 570 м. Примерно в 2 километрах после Красносёловки асфальтовое покрытие заканчивается и далее, до Приветного, шоссе представляет собой узкую (с шириной проезжей части 3—3,5 метра) каменистую горную дорогу плохого качества, местами довольно опасную, с протяжённостью участка 13 километров. Дорога — одна из самых живописных в Крыму, в 1930-х годах краевед Полканов оставил такое описание:
Дорога чрезвычайно живописна, всё время вьётся вдоль ущелья, покрытого лесами и дикими суровыми скалами. Характер её не крымский и очень напоминает своими пейзажами кавказские горные дороги.

## История

### Древняя история
Дорога из долины Биюк-Карасу и вообще степного Крыма на юго-восточный берег известна с древности — вначале это была просто вьючная тропа. Первое документальное свидетельство о дороге встречается в переписке последнего консула Солдайи Христофоро ди Негро и относится к 1470 году, в связи с делом братьев Гуаско — владельцев замка Чобан-Куле, которые, в числе прочего, пытались получить контроль над торговым путём в Карасубазар.

### Новая история
Дорога описана в труде Петра Симона Палласа «Наблюдения, сделанные во время путешествия по южным наместничествам Русского государства в 1793—1794 годах»
Очень неудобная для арб дорога, косо переваливающаяся через горы, может иметь более тридцати верст по прямому направлению из Ускюта в Карасубазар. Она идет прямо на север, поднимаясь по долине….
 В статье 1838 года «нем. Wege und Pfade des Taurischen Gebirges» (Пути и тропы Таврических гор), опубликованной в сборнике «Mémoires de l’Académie impériale des sciences de St.-Pétersbourg» (Записки Императорской Академии Наук Санкт-Петербурга), Пётр Кеппен писал о дороге
Если виноград должен быть доставлен в Карасубаза́р на арбе, житель Арпа́та едет через Ускю́т, и дорога до города занимает около 6,5 часов.

### Современность
В современном виде дорога была проложена в 1832 году. Шарль Монтандон в своём «Путеводителе путешественника по Крыму, украшенный картами, планами, видами и виньетами…» 1833 года писал: …дорога, хотя и пролегает через горы, хорошая и предпочтительнее, чем дорога в Улу-Узень. Сосногорова в путеводителе 1871 года упоминает дорогу, замечая, что она идёт по весьма живописным местам. Шоссе, мощёное щебнем, сооружено до перевала в 1914 году и имела статус земского шоссе. В Энциклопедии Брокгауза и Ефрона приводится такое описание
Кок-Асан-богаз — один из лучших горных проходов в восточной половине Крыма, годный для проезда тяжелых конных подвод. С южного склона дорога идет от селения Ускют (также Искют), расположенного верстах в 4-х от морского берега, вверх по речке того же имени, переваливает на северный склон при высоте 400 саженей над уровнем моря, между горами Хургуч и Хыс-хая; далее путь следует вниз по речке Кок-Асан, впадающей в реку Тунас, и затем по Тунасу до города Карасубазара.
В 1910-е годы дорога была капитально отремонтирована (шоссирована) по инициативе председателя Таврической губернской земской управы Н. Н. Богданова.

#### Советское время
В советское время шоссе расширили, спрямили некоторые повороты, кое-где взорвали нависающие скалы. В годы Великой Отечественной войны в окрестных лесах располагался 2-й партизанский район и крымские партизан Ичкинского отряда часто устраивали на дороге нападения на оккупантов. На участке, ниже перевала в сторону моря есть участок, именуемый «Подкова» — шоссе огибает скалу по вырубке, с другой стороны — обрыв. Здесь было проведено несколько операций-засад Ичкинского партизанского отряда . Асфальтирование участка дорога произведено в 1976—1982 годах.

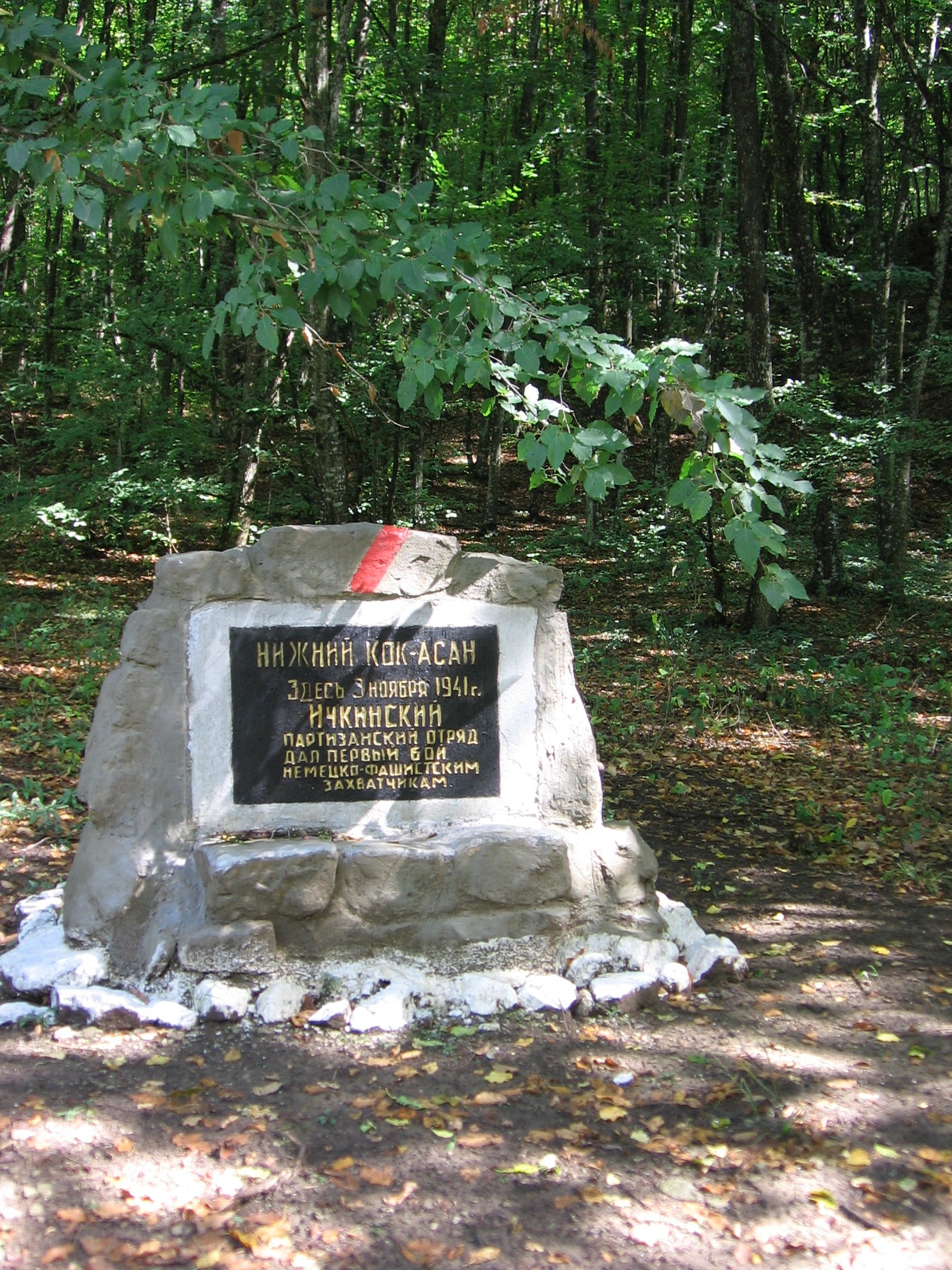
Кок-Асан. Знак на месте первого боя Ичкинского отряда, 3 ноября 1941 года.  Объект культурного наследия народов РФ регионального значения. Рег. № 911710903060005 (ЕГРОКН)
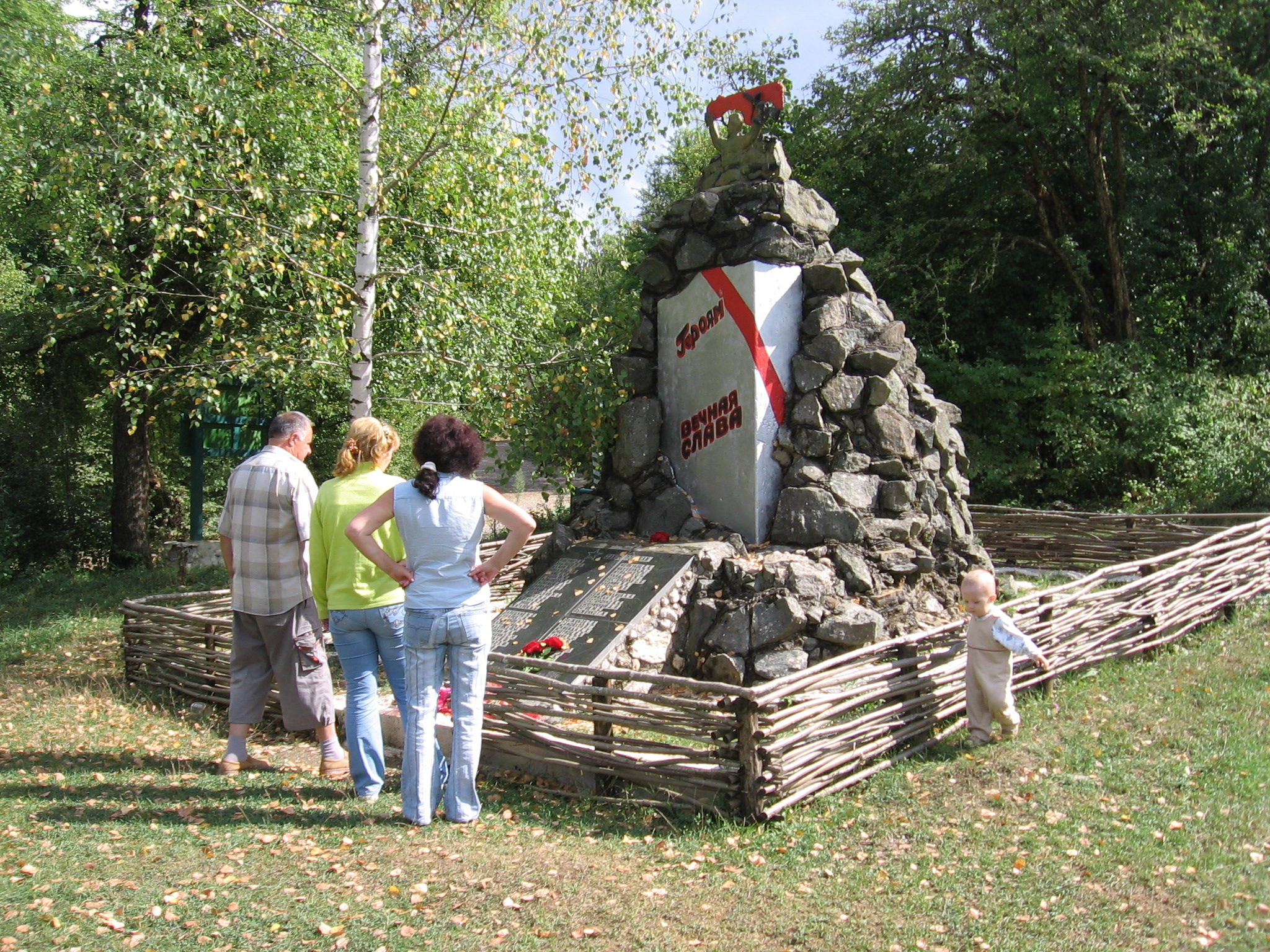
Памятный знак на месте боев партизанских отрядов с немецко-фашистскими захватчиками, урочище Нижний Кокасан  Объект культурного наследия народов РФ регионального значения. Рег. № 911710903080005 (ЕГРОКН)
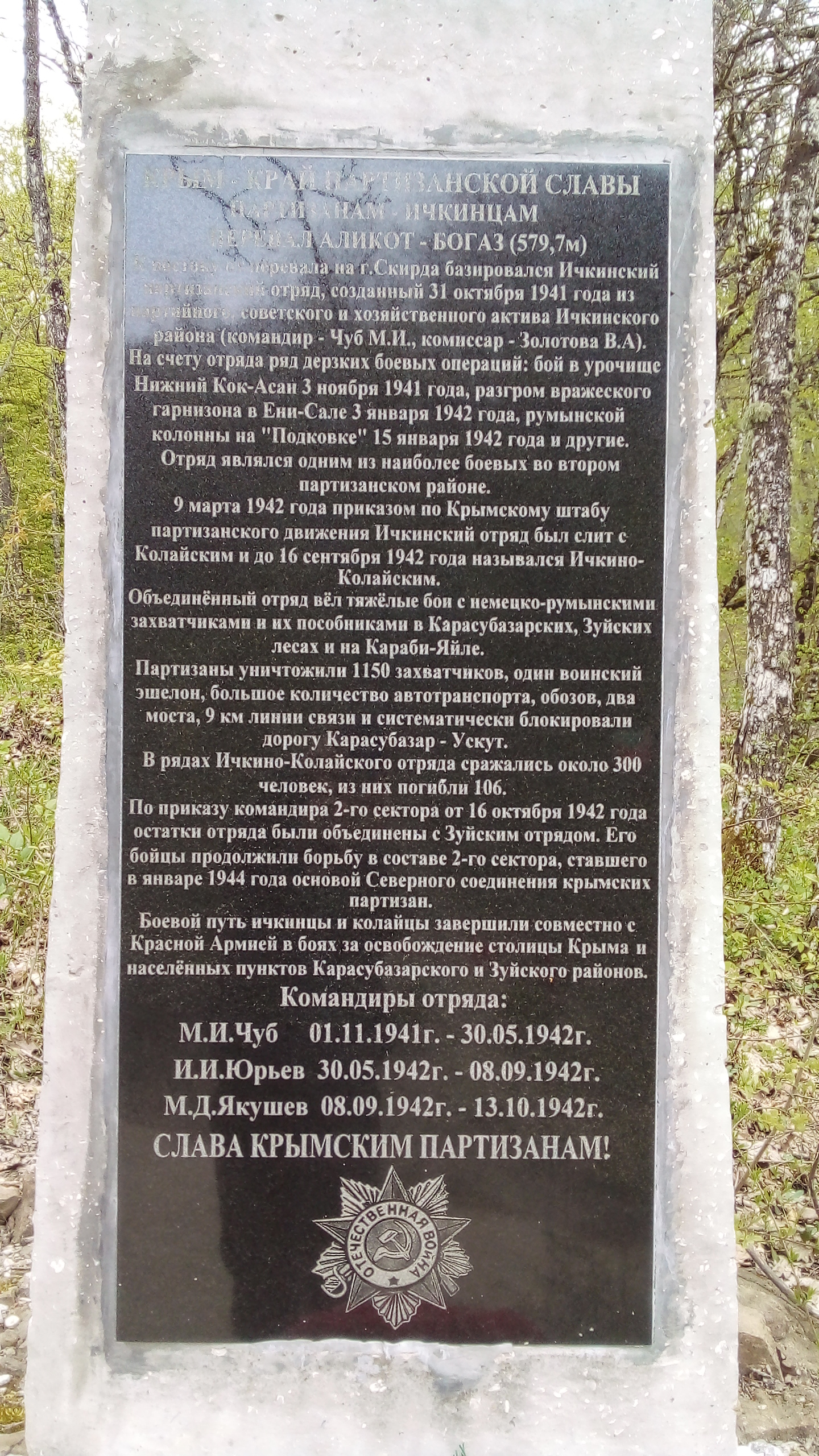
Памятный знак в честь Ичкинского партизанского отряда на перевале Кок-Асан-Богаз  Объект культурного наследия народов РФ регионального значения. Рег. № 912411417040005 (ЕГРОКН)
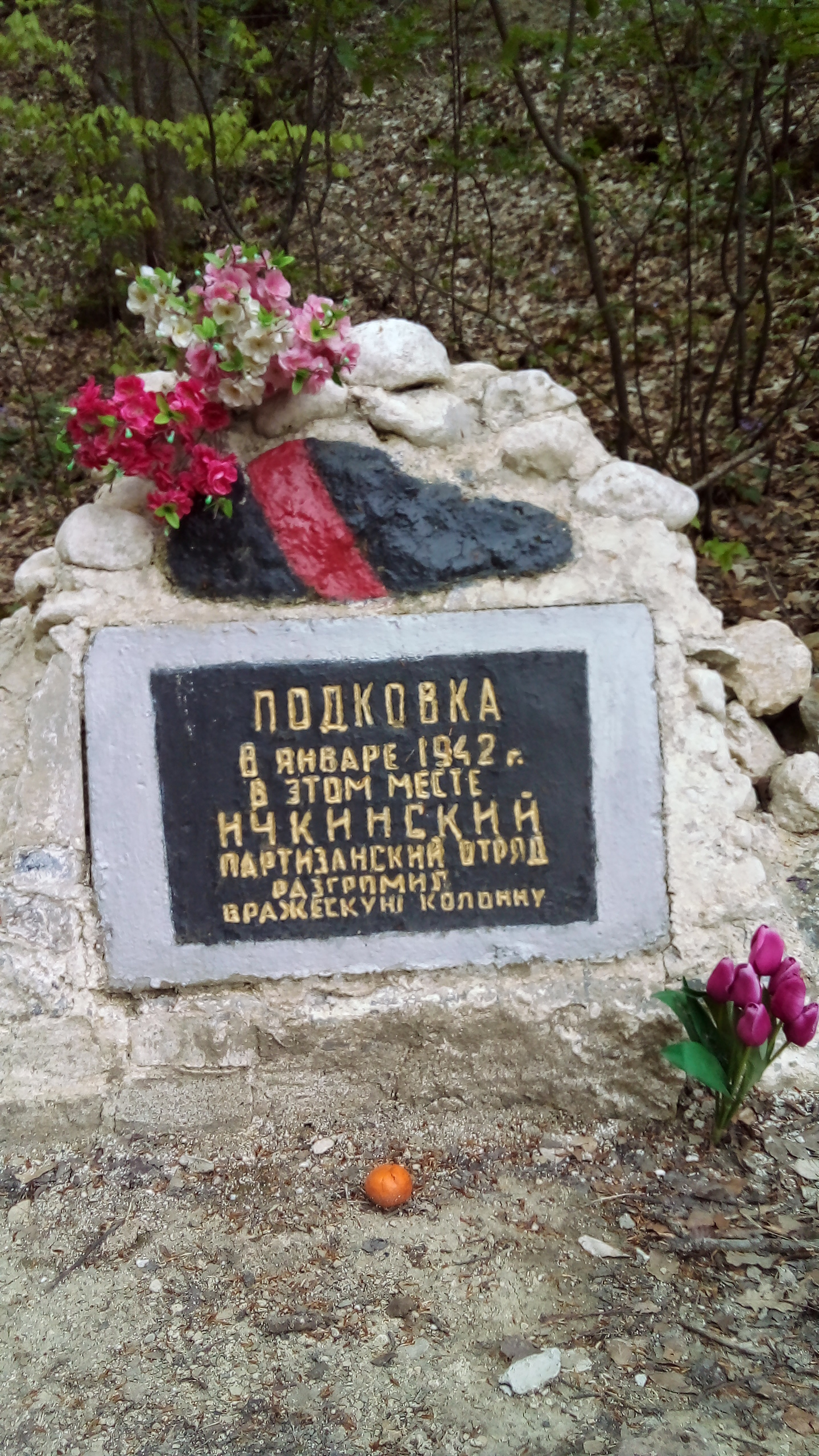
Памятник на месте боя 8 января 1942 года на повороте Подковка  Объект культурного наследия народов РФ регионального значения. Рег. № 912411411900005 (ЕГРОКН)

## Реконструкция
В 2020 году сообщалось о разработке проекта строительства и реконструкции дороги Белогорск — Приветное, бюджет стройки предполагался в 1 миллиард 425 миллионов рублей. Дальнейшая судьба проекта на 2023 год неизвестна. В том же, 2020 году, был осуществлён капитальный ремонт участка шоссе от Белогорска до Красноселовки за  209 миллионов 293 тысяч рублей.